# Chirocephalus spinicaudatus
Chirocephalus spinicaudatus är en kräftdjursart som beskrevs av Simon 1886. Chirocephalus spinicaudatus ingår i släktet Chirocephalus och familjen Chirocephalidae. Inga underarter finns listade i Catalogue of Life.